# Кюршнер, Йозеф
Йозеф Кюршнер (нем. Joseph Kürschner; 20 сентября 1853, Гота — 29 июля 1902, Матрай) — немецкий театровед и редактор.
Некоторое время учился в Лейпцигском университете. Дебютировал в печати в 1872 году, выпустив в Вене отдельной брошюрой очерк жизни и творчества известного немецкого актёра XVIII века Конрада Экхофа. В дальнейшем опубликовал ряд справочников по немецкому театру — в частности, «Хронологию театров» (нем. Chronologie des Theaters;1876-1877) и несколько томов театральных некрологов. Начиная с 1881 года редактировал ряд журналов, в том числе 1881 «Vom Fels zum Meer», «Neue Zeit», «Deutsche Schriftstellerzeitung». Выступил составителем небольших энциклопедических словарей «Kürschner’s Taschen-Conversations-Lexikon» (Штутгарт, 1884) и «Kürschner’s Quart-Lexikon» (там же, 1888). Редактировал также «Вагнеровский ежегодник». В 1899 г. стал одним из учредителей Общества библиофилов.